# Belize na Letnich Igrzyskach Olimpijskich 1984
Belize na Letnich Igrzyskach Olimpijskich 1984 reprezentowało 11 zawodników, byli to sami mężczyźni.

## Skład kadry

### Boks
- Hugh Dyer
  - Waga kogucia - 17. miejsce

### Kolarstwo
- Joslyn Chavarria
  - Wyścig ze startu wspólnego - nie ukończył

- Warren Coye
  - Wyścig ze startu wspólnego - nie ukończył

- Lindford Gillitt
  - Wyścig ze startu wspólnego - nie ukończył

- Wernell Reneau
  - Wyścig ze startu wspólnego - nie ukończył

- Kurt Cutkelvin
Merlyn Dawson
Joslyn Chavarria
Warren Coye
  - Wyścig drużynowy na czas - 25. miejsce

### Lekkoatletyka
- Paul Réneau
  - Bieg na 100 m - odpadł w 1 rundzie eliminacyjnej

- Damel Flowers
  - Bieg na 200 m - odpadł w 2 rundzie eliminacyjnej

- Phillip Pipersburg
  - Bieg na 400 m - odpadł w 2 rundzie eliminacyjnej

- Eugène Muslar
  - Bieg na 5000 m - odpadł w 2 rundzie eliminacyjnej